# Japan Tobacco
Japan Tobacco Inc. (日本たばこ産業株式会社, Nihon Tabako Sangyō Kabushiki gaisha, TSE : 2914), aussi abrégé en JT, est une entreprise japonaise de tabac.

## Histoire
En 1994, Japan Tobacco est privatisé partiellement par le gouvernement japonais.
En 1999, Japan Tobacco rachète RJR International, filiale de R.J. Reynolds spécialisée dans la fabrication et la distribution de nombreuses marques de cigarettes hors des États-Unis pour environ 8 milliards de dollars. Japan Tobacco les regroupe dans une filiale, Japan Tobacco International (souvent nommée JTI). JTI possède donc les activités internationales des marques Camel, Winston, Natural American Spirit... tandis que celles vendues sur le marché américain appartiennent toujours à RJ Reynolds Tobacco Company.
En avril 2007, Japan Tobacco acquiert l'entreprise britannique Gallaher Group pour 15 milliards de dollars.
À partir 11 février 2010, en collaboration avec la Régie du tabac iranien, elle sera la première entreprise étrangère à produire des cigarettes en Iran.
En décembre 2013, Philip Morris International acquiert avec Japan Tobacco, l'entreprise russe Megapolis pour 750 millions de dollars.
En avril 2015, Japan Tobacco acquiert Logic Technology, un fabricant de cigarettes électroniques pour un montant indéterminé, un an après avoir acquis Zandera, un site internet britannique de vente de cigarettes électroniques. 
En septembre 2015, Japan Tobacco acquiert de nouveau les activités internationales, c'est-à-dire hors des États-Unis, de RJ Reynolds Tobacco Company pour 5 milliards de dollars.
En août 2017, Japan Tobacco annonce l'acquisition de Karyadibya Mahardhika et Surya Mustika Nusantara, deux entreprises indonésiennes spécialisée dans les kreteks pour 677 millions de dollars, dettes non incluses. Le groupe annonce dans la foulée un accord pour acquérir le fabricant philippin de cigarettes Mighty Corporation (en) pour 46,8 milliards de pesos (936 millions de dollars).
En mars 2018, Japan Tobacco annonce l'acquisition de Donskoy Tabak, 4e plus gros producteur de tabac de Russie, pour 1,6 milliard de dollars.
En août 2018, Japan Tobacco annonce l'acquisition pour 1,5 milliard de dollars des activités liées au tabac de Akij Group, une entreprise bangladaise qui détient 20 % du marché du tabac au Bangladesh.

## Produits
Les marques phares mondiales sont :
- Winston, excepté aux États-Unis
- Camel, excepté aux États-Unis
- Natural American Spirit, excepté aux États-Unis
- Export
- Mild Seven
- Caster
- Benson & Hedges, excepté au Canada et États-Unis
- Silk Cut
- Sobranie
- Glamour
- LD

Production de Winston en Iran à partir de 2010.